# Progrés (Gulkévichi, Krasnodar)
Progres (del ruso: Прогресс) es un jútor del raión de Gulkévichi del krai de Krasnodar, en el sur de Rusia. Está situado 12 km al sureste de Gulkévichi y 143 km al este de Krasnodar, la capital del krai. Tenía 127 habitantes en 2010.
Pertenece al municipio Otrado-Kubánskoye.

## Transporte
Al oeste de la localidad pasa la carretera federal M29 Cáucaso.